# Courbillac
Courbillac és un municipi francès situat al departament del Charente i a la regió de la Nova Aquitània. L'any 2007 tenia 576 habitants.

## Demografia

### Població
El 2007 la població de fet de Courbillac era de 576 persones. Hi havia 202 famílies de les quals 51 eren unipersonals (34 homes vivint sols i 17 dones vivint soles), 63 parelles sense fills, 80 parelles amb fills i 8 famílies monoparentals amb fills.
La població ha evolucionat segons el següent gràfic:
Habitants censats

### Habitatges
El 2007 hi havia 250 habitatges, 215 eren l'habitatge principal de la família, 24 eren segones residències i 12 estaven desocupats. 243 eren cases i 5 eren apartaments. Dels 215 habitatges principals, 183 estaven ocupats pels seus propietaris, 22 estaven llogats i ocupats pels llogaters i 9 estaven cedits a títol gratuït; 3 tenien una cambra, 9 en tenien dues, 16 en tenien tres, 47 en tenien quatre i 139 en tenien cinc o més. 147 habitatges disposaven pel capbaix d'una plaça de pàrquing. A 83 habitatges hi havia un automòbil i a 111 n'hi havia dos o més.

### Piràmide de població
La piràmide de població per edats i sexe el 2009 era:
| Homes | Edats   | Dones |
| ----- | ------- | ----- |
| 0     | 95 o +  | 0     |
| 4     | 90 a 94 | 0     |
| 4     | 85 a 89 | 0     |
| 4     | 80 a 84 | 8     |
| 0     | 75 a 79 | 16    |
| 20    | 70 a 74 | 20    |
| 8     | 65 a 69 | 8     |
| 12    | 60 a 64 | 8     |
| 4     | 55 a 59 | 16    |
| 12    | 50 a 54 | 4     |
| 32    | 45 a 49 | 16    |
| 36    | 40 a 44 | 28    |
| 20    | 35 a 39 | 28    |
| 8     | 30 a 34 | 12    |
| 8     | 25 a 29 | 16    |
| 12    | 20 a 24 | 12    |
| 28    | 15 a 19 | 32    |
| 12    | 10 a 14 | 16    |
| 8     | 5 a 9   | 20    |
| 16    | 0 a 4   | 16    |

## Economia
El 2007 la població en edat de treballar era de 362 persones, 263 eren actives i 99 eren inactives. De les 263 persones actives 234 estaven ocupades (132 homes i 102 dones) i 29 estaven aturades (7 homes i 22 dones). De les 99 persones inactives 36 estaven jubilades, 27 estaven estudiant i 36 estaven classificades com a «altres inactius».

### Ingressos
El 2009 a Courbillac hi havia 232 unitats fiscals que integraven 598 persones, la mediana anual d'ingressos fiscals per persona era de 15.816 €.

### Activitats econòmiques
Dels 18 establiments que hi havia el 2007, 2 eren d'empreses de fabricació d'altres productes industrials, 8 d'empreses de construcció, 2 d'empreses de comerç i reparació d'automòbils, 1 d'una empresa d'hostatgeria i restauració, 1 d'una empresa financera, 3 d'empreses de serveis i 1 d'una entitat de l'administració pública.
Dels 7 establiments de servei als particulars que hi havia el 2009, 1 era un paleta, 2 guixaires pintors, 1 fusteria, 1 lampisteria i 2 empreses de construcció.
L'únic establiment comercial que hi havia el 2009 era una gran superfície de material de bricolatge.
L'any 2000 a Courbillac hi havia 27 explotacions agrícoles que ocupaven un total de 902 hectàrees.

## Equipaments sanitaris i escolars
El 2009 hi havia una escola elemental integrada dins d'un grup escolar amb les comunes properes formant una escola dispersa.

## Poblacions més properes
El següent diagrama mostra les poblacions més properes.